# 宇宙水爆戦
『宇宙水爆戦』（うちゅうすいばくせん、This Island Earth）は1955年に製作されたアメリカ合衆国のSFホラー映画。ユニバーサル・モンスターズ作品の内の一つでもある。

## ストーリー
若いが優秀な原子物理学者カル・ミーチャム博士は、差出人不明の小包を受け取り、現代科学を越えた通信装置インターロシュターを組み立てる。興味を持ったミーチャムはその指示に従い、迎えに来た無人飛行機に乗った。到着した所には、女性科学者のルース・アダムズ博士の他、優れた科学者たちが何人もいた。彼らを呼び寄せたのは、エクセターと名乗る不思議な人物である。
実はエクセターはメタルーナという惑星の科学者であった。メタルーナ星とゼイゴン星は数世紀にわたって戦争を続け、メタルーナ星は不利になりつつあった。エクセターはメタルーナの指導者の命令を受け、地球人科学者を新兵器開発に従事させようとしていたのである。感づいたミーチャムとアダムズは他の科学者たちと共に逃げ出そうとするが、2人はエクセターと部下の乗る円盤型の宇宙船に捕らえられ、なかば強引にメタルーナ星に連れて来られた。既にメタルーナ星はゼイゴン軍の水爆攻撃で廃墟と化しており、メタルーナの指導者は、自分たちは地球に移住して地球を支配するとミーチャムらに明かす。それはエクセターすら知らなかった事であった。もちろんミーチャムもアダムズも拒否したが、彼らは精神改造手術で意志を奪われそうになる。しかしエクセターの好意と機転で助けられた。指導者も戦死して、もはやこれまでと判断したエクセターはミーチャムたちを円盤に乗せ、滅亡寸前のメタルーナ星を脱出した。その背後で、メタルーナ星がゼイゴンの集中攻撃を受けて火の玉になるのが見えた。
地球への帰還途中、宇宙船内に紛れ込んだ昆虫生物ミュータントに襲われかけるという事もあったが、別れを惜しむミーチャムとアダムズを地球に送り届けた後、故郷を失ったエクセターは、炎に包まれた円盤と運命を共にするのだった。

## スタッフ
- 監督：ジョセフ・ニューマン
- 原作：レイモンド・F・ジョーンズ『This Island Earth』（1952年）
- 脚本：フランクリン・コーエン、エドワード・G・オキャラハン
- 製作：ウィリアム・アランド
- 撮影：クリフォード・スタイン、デビッド・S・ホスリー
- 特殊効果：チャールズ・ベイカー、デビッド・S・ホスリー、クリフォード・スタイン
- 音楽：ジョセフ・ガーシェンソン
- 美術：アレクサンダー・ゴリッツェン、リチャード・H・リーデル
- メイクアップ：バド・ウエストモア
- ミュータント・デザイン：ミリセント・パトリック

## キャスト
| 役名                   | 俳優                       | 日本語吹き替え                                    | 日本語吹き替え                  |
| 役名                   | 俳優                       | フジテレビ版                                      | NET版                           |
| ---------------------- | -------------------------- | ------------------------------------------------- | ------------------------------- |
| カル・ミーチャム博士   | レックス・リーズン         | 仲村秀生                                          | 金内吉男                        |
| ルース・アダムズ博士   | フェイス・ドマーグ         | 池田昌子                                          | 武藤礼子                        |
| メタルーナ人エクセター | ジェフ・モロー             | 久松保夫                                          | 久松保夫                        |
| ブラック               | ランス・フラー             | 市川治                                            |                                 |
| スティーヴ・カールソン | ラッセル・ジョンソン       | 川久保潔                                          |                                 |
| ジョー・ウィルソン     | ロバート・ニコルス         | 宗近晴見                                          |                                 |
| メタルーナの指導者     | ダグラス・スペンサー       | 大木民夫                                          | 大平透                          |
| エンゲンボルグ         | カール・ルドヴィヒ・リンド | 細井重之                                          |                                 |
| 不明 その他            |                            | 藤本譲 石森達幸 糸博 寺島幹夫 高村章子            |                                 |
|                        |                            |                                                   |                                 |
| 演出                   | 演出                       | 山田悦司                                          |                                 |
| 翻訳                   | 翻訳                       | 山田実                                            |                                 |
| 効果                   |                            |                                                   |                                 |
| 調整                   |                            |                                                   |                                 |
| 制作                   | 制作                       | グロービジョン                                    |                                 |
| 解説                   |                            |                                                   |                                 |
| 初回放送               | 初回放送                   | 1975年10月24日 『ゴールデン洋画劇場』 21:00-22:54 | 1969年10月11日 『土曜映画劇場』 |

※フジテレビ版がDVD収録